# Keito Nakamura
Keito Nakamura (født 28. juli 2000) er en japansk fodboldspiller, som spiller for den franske fodboldklub Stade Reims.